# San Manuel Chaparrón
San Manuel Chaparrón è un comune del Guatemala facente parte del dipartimento di Jalapa.